# Souls (serie)
Souls (ソウルシリーズ?, Souru shirīzu) è una serie antologica di videogiochi action-RPG diretti da Hidetaka Miyazaki, sviluppati da FromSoftware e pubblicati da Bandai Namco a partire dal 2009. 
Si tratta di videogiochi di ruolo in terza persona con una forte componente esplorativa, basati sul combattimento con armi bianche e magia; il protagonista deve sconfiggere una serie di boss, parlare con diversi personaggi non giocanti e viaggiare attraverso le terre di un mondo fantasy ispirato al medioevo.
I videogiochi della serie sono conosciuti per il loro alto livello di difficoltà, motivo che ha spesso diviso la critica e il pubblico.

## Videogiochi

### Demon's Souls(2009)
Considerato come il successore spirituale di King's Field e predecessore della serie Dark Souls, è stato pubblicato per PlayStation 3 in Giappone il 5 febbraio 2009, in Nord America il 6 ottobre 2009 e in Europa il 25 giugno 2010; la distribuzione del titolo in Europa è stata affidata a Bandai Namco.
A differenza dei suoi successori, Demon's Souls utilizza un hub centrale noto come Nexus nel quale i giocatori possono salire di livello, riparare attrezzature o acquistare determinati oggetti prima di avventurarsi in uno dei cinque mondi connessi. Anche la meccanica della "Tendenza" è esclusiva di Demon's Souls, dove le buone e cattive azioni del giocatore hanno effetti devastanti tanto sul nostro personaggio quanto sull'universo di gioco. Dopo che FromSoftware ha esteso il ciclo di vita dei server oltre la data di chiusura originale del 2011, la componente multiplayer è stata messa offline all'inizio del 2018.

### Dark Souls(2011)

Logo di Dark Souls

Pubblicato in Giappone il 22 settembre 2011 esclusivamente per PlayStation 3 e a livello internazionale il 4 ottobre 2011 per PlayStation 3 e Xbox 360, il gioco arriva il 24 agosto 2012 anche su Microsoft Windows. In occidente la distribuzione è affidata a Namco Bandai Games. Precedentemente conosciuto con il nome in codice Project Dark, è il successore spirituale di Demon's Souls, di cui FromSoftware voleva sviluppare un seguito diretto ma il possesso della proprietà intellettuale da parte di Sony gli impediva di farlo su altre piattaforme. Il gioco è ambientato nel regno immaginario di Lordran, i giocatori assumono il ruolo di un personaggio umano maledetto che si propone di scoprire il destino degli umani non morti come loro. La trama di Dark Souls è raccontata principalmente attraverso dettagli ambientali, testi narrativi degli oggetti in-game e dialoghi con personaggi non giocabili (NPC). I giocatori devono mettere insieme gli indizi per comprendere la storia piuttosto che farsi raccontare la storia attraverso mezzi più tradizionali (come i filmati). Una versione con alcuni miglioramenti grafici e di gioco, Dark Souls: Remastered, è stata rilasciata a maggio 2018.
Contenuti aggiuntivi ed edizioni alternative:
- Artorias of the Abyss
- Prepare to Die Edition

### Dark Souls II(2014)
Unico capitolo della serie a non essere stato diretto da Hidetaka Miyazaki, poiché impegnato a dirigere Bloodborne, il quale ha comunque supervisionato lo sviluppo. È stato presentato allo Spike Video Game Awards 2012 nel quale venne rivelato che avrebbe avuto una storia differente dal predecessore, una nuova ambientazione e un nuovo protagonista. Il gioco è stato pubblicato per PlayStation 3 e Xbox 360 a marzo 2014, mentre su Microsoft Windows il 25 aprile 2014 ad eccezione del Regno Unito in cui è stato pubblicato il 2 maggio 2014. Il gioco è ambientato nel regno di Drangleic, dove il giocatore deve trovare una cura per la maledizione dei non morti. Sebbene sia ambientato nello stesso universo del gioco precedente, non esiste alcun collegamento diretto con la storia di Dark Souls.
Contenuti aggiuntivi ed edizioni alternative:
- The Lost Crowns Trilogy
- Scholar of the First Sin

### Dark Souls III(2016)
Pubblicato da Bandai Namco Entertainment per PlayStation 4, Xbox One e Microsoft Windows il 24 marzo 2016 in Giappone e il 12 aprile 2016 nel resto del mondo. Il gioco riprende a pieno tutte le caratteristiche e modalità dei precedenti capitoli, ampliandole e rivisitandole in alcuni punti, tuttavia il gameplay ha un ritmo più veloce rispetto ai precedenti capitoli di Souls, il che è stato in parte attribuito alla vicinanza con l'uscita di Bloodborne. Il gioco si svolge nel regno di Lothric dove il giocatore deve terminare il ciclo di collegamento della Fiamma. Nel 2017 è stata rilasciata la versione completa contenente il gioco base ed entrambe le espansioni (Le Ceneri di Ariandel e La Città ad Anelli), con il titolo Dark Souls III: The Fire Fades Edition. Dark Souls III ha avuto un successo sia di critica che commerciale, con i critici che lo hanno definito una conclusione degna e appropriata per la serie. Ha venduto oltre 10 milioni di copie entro il 2020, diventando all'epoca il gioco più venduto nella storia di Bandai Namco (fino a quando non fu superato da Elden Ring). Nel 2015 Miyazaki ha affermato che Dark Souls III sarebbe stato probabilmente l'ultimo della serie, con FromSoftware che per il futuro ha scelto di passare a nuovi giochi.
Contenuti aggiuntivi ed edizioni alternative:
- Le Ceneri di Ariandel
- La Città ad Anelli
- The Fire Fades Edition

## Riedizioni

### Dark Souls Remastered(2018)
Una versione rimasterizzata del gioco (compreso il DLC Artorias of the Abyss), intitolata Dark Souls Remastered, è stata annunciata l'11 gennaio 2018 e pubblicata il 24 maggio 2018 per PlayStation 4, Xbox One e PC. Il 19 ottobre 2018 è uscita anche per Nintendo Switch insieme all'amiibo di Solaire di Astora. Dark Souls Remastered gira nativamente a 60 fotogrammi per secondo su tutte le piattaforme eccetto Nintendo Switch e supporta una risoluzione 4k su PlayStation 4 Pro, Xbox One X e Windows. Inoltre vennero apportate modifiche alla modalità multigiocatore, tra cui l'aggiunta di server dedicati, il numero di giocatori online aumentati da quattro a sei e l'introduzione della password per il matchmaking per facilitare la partecipazione degli amici online.

### Dark Souls Trilogy(2019)
Raccolta dei tre capitoli, include Dark Souls Remastered, Dark Souls II: Scholar of The First Sin, Dark Souls III: The Fire Fades e tutte le espansioni dei tre giochi. Disponibile dal 1º Marzo 2019 per le console PlayStation 4 e Xbox One.

### Demon's Souls(2020)
L'11 giugno 2020 è stato ufficializzato da parte di Sony il remake del titolo in esclusiva per PlayStation 5, sviluppato dal team Bluepoint Games in collaborazione con SCE Japan Studio. Il gioco è poi stato rilasciato il 12 novembre 2020 in simultanea in tutto il mondo, in Europa è stato possibile acquistarlo sette giorni prima del lancio di PlayStation 5. A livello di contenuti le differenze tra l'originale ed il remake sono quasi assenti fatta eccezione per un anello che semplifica notevolmente la zona della "Valle della corruzione" e un set di armatura.

## Ambientazione

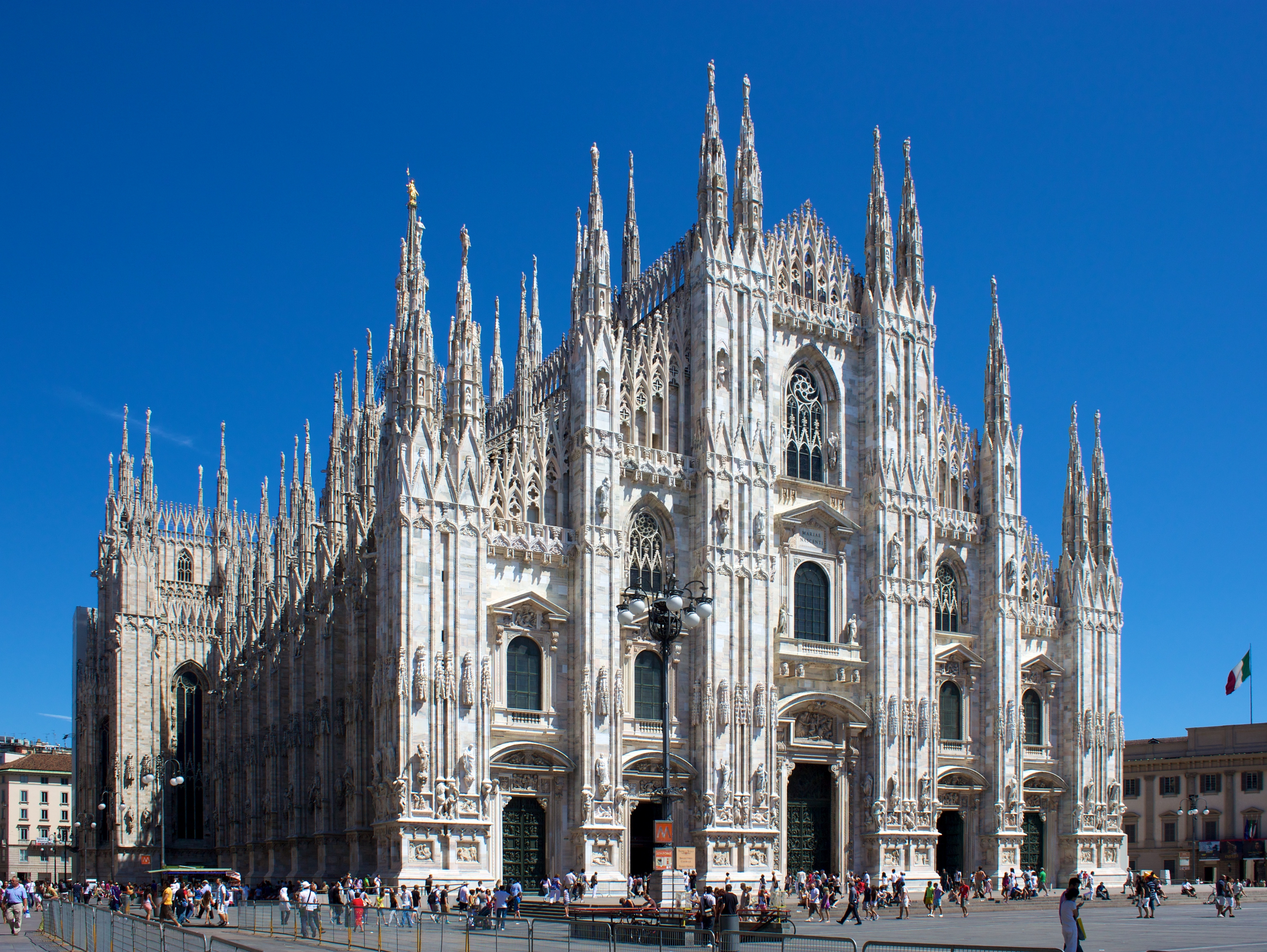
L'architettura della città di Anor Londo e in modo particolare quella della sua cattedrale è ispirata al duomo di Milano.

Il gioco ha luogo in un mondo dark fantasy, caratterizzato da atmosfere decadenti e simbolismi ricorrenti, dove il giocatore dovrà fronteggiare diversi avversari, come cavalieri, viverne e altre creature. Un tema centrale è il ciclo di nascita e morte, spesso rappresentato attraverso la metafora del fuoco e della luce che si contrappongono all’oscurità e alla vuotezza. Ciclo che tuttavia è costretto a giungere a una fine, in quanto nulla è eterno oltre al tempo. Infatti nei vari capitoli il giocatore si troverà in terre diverse che tuttavia fanno parte dello stesso multiverso. Il mondo dei Souls, in particolare Dark Souls, è sempre lo stesso, ed alla fine di ogni capitolo collassa su se stesso creandone uno nuovo dalle proprie ceneri. Tuttavia questo fuoco è destinato a spegnersi e a non rinnovarsi più, come viene narrato nell'ultimo capitolo. Si tratta di opere dalla forte simbologia, in cui elementi come il fuoco e la luce si contrappongono all oscurità e alla vuotezza. Spesso non vi è una distinzione tra bene e male, ma soltanto tra ciò che è puro e ciò che è corrotto. Fonte d'ispirazione per la serie è stato soprattutto il gioco Dungeons and Dragons, gioco di ruolo di gran successo, dal quale sono state tratte le linee guida per l'ambientazione e per il gameplay. L'obiettivo del giocatore varierà nei vari titoli: in Demon's Souls sarà liberare una città ricoperta di nebbia dalla minaccia dei demoni, in Dark Souls dovremo impedire lo spegnersi della fiamma e ritardare l'inevitabile collasso del mondo, in Dark Souls II dovremo trovare una cura alla vuotezza e in Dark Souls III mettere fine ai cicli e al rinnovarsi della prima fiamma. Particolare rilevanza la assume il tipo di narrazione, che in questi titoli avviene in maniera molto sottile e frammentata e unicamente attraverso le descrizioni di oggetti e dialoghi criptici, richiedendo al giocatore un ruolo attivo nell'interpretazione della trama. Si tratta di un mondo coerente in cui tutto ha un senso e un proprio scopo, integrando anche il gameplay nella lore di gioco.
Demon's Souls è ambientato nel regno di Boletaria, il gioco segue il protagonista nel tentativo di liberare la terra dalla nebbia che l’ha avvolta, causata dal risveglio dell’Antico, un’entità demoniaca. Il mondo è suddiviso in cinque regioni principali, ciascuna con ambientazioni e nemici distintivi.
Dark Souls è ambientato a Lordran è la terra degli antichi Dei e un tempo era la dimora di Gwyn, il Signore della Luce del Sole, Nito, il Primo dei Morti, La Strega di Izalith, Seath il Senza Scaglie e i loro numerosi fratelli e fedeli servitori. È affermato in un'antica leggenda che i Prescelti non morti faranno un pellegrinaggio a Lordran dal rifugio dei non morti. Tuttavia, molti pericoli attendono coloro che desiderano cercare il proprio destino nelle sue varie città, foreste e sotterranei. Il Rifugio dei Non morti è il luogo in cui i Non morti iniziano il loro pellegrinaggio, si trova nell'estremo nord di Lordran e funge da gigantesca prigione per i non morti marchiati con il segno oscuro, permettendo loro di rinascere dopo la morte. A Lordran tutti i non morti vengono rinchiusi e condotti al rifugio, dove sono destinati a risiedervi fino alla fine del mondo. Nelle antiche leggende si dice che un giorno verrà scelto un particolare non morto per sfuggire al manicomio e andare in pellegrinaggio a Lordran, terra degli antichi dei. La terra perduta di Oolacile è un luogo che non esiste più dagli eventi di Dark Souls. Diverse fonti alludono alla sua esistenza secoli prima e alla sua attenzione per le stregonerie, in particolare per le stregonerie legate alla Luce, capaci anche di plasmare il Tempo. La principessa Dusk of Oolacile afferma che la terra venne ridotta in cenere molto tempo prima.
Dark Souls II è ambientato nel regno di Drangleic, situato in un altro continente rispetto a Lordran. Il protagonista dovrà avventurarsi in questa terra infida per trovare una cura per la maledizione dei non morti. Drangleic era un tempo una terra potente e prospera che cadde in decadenza e dannazione dopo una serie di sfortunati eventi. Il gioco esplora temi di memoria e identità, con ambientazioni che includono Majula, il Castello di Drangleic e la Fortezza di Aldia.
Dark Souls III si svolge nel regno di Lothric, dove il protagonista deve affrontare i Signori dei Tizzoni per determinare il destino della Prima Fiamma. Il gioco culmina con la possibilità di porre fine al ciclo dell’Era del Fuoco, esplorando temi di decadimento e rinnovamento.

## Modalità di gioco

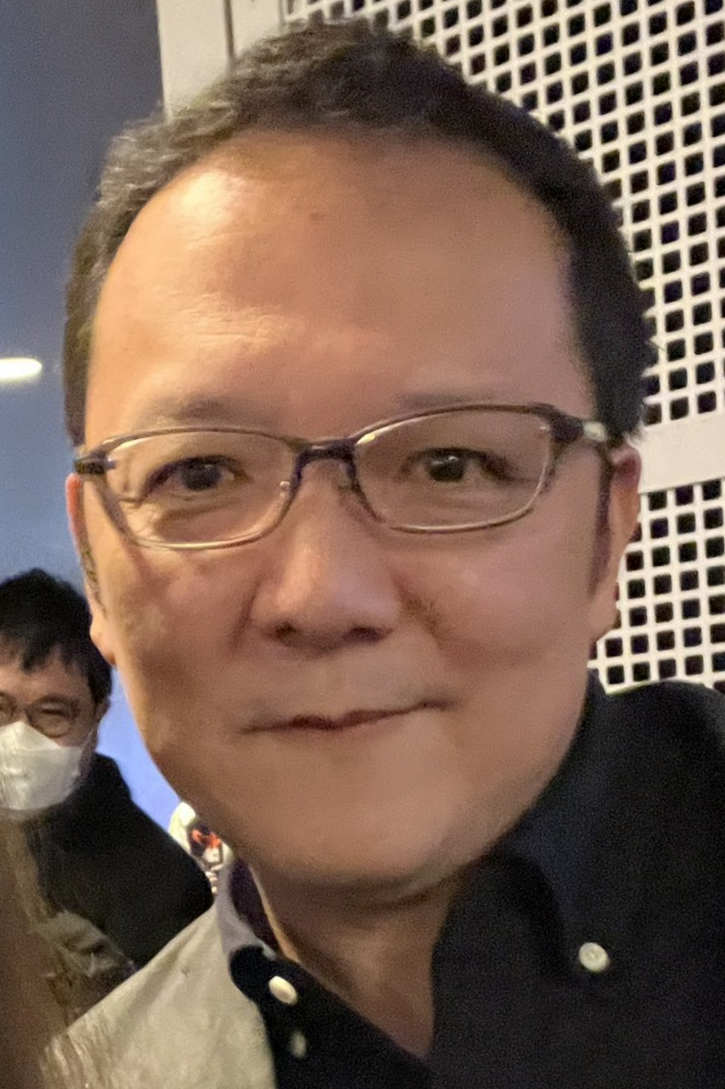
Hidetaka Miyazaki

Ogni personaggio di un Souls potrà avere diverso genere, aspetto e classe. Ogni giocatore infatti potrà scegliere tra diverse classi, tra cui cavalieri, maghi e ladri. Ogni classe avrà determinate statistiche che potranno essere aggiunte grazie all'esperienza del giocatore. Le anime rappresentano l'esperienza accumulata, esse potranno essere spese per salire di livello, oppure per acquistare vari oggetti. Le anime possono essere ottenute sconfiggendo i vari avversari che si incontreranno nel corso dell'avventura, maggiore è la difficoltà dello scontro, più saranno le anime ottenute. Una delle basi del gameplay di un Souls è il morire ripetutamente, infatti il gioco spronerà il giocatore a migliorare la propria abilità con il gamepad obbligando ad imparare dai propri errori. Per tale motivo questi titoli vengono spesso definiti "frustranti". Dopo la morte il giocatore verrà trasportato all'ultimo checkpoint (detti Falò) e perderà l'esperienza accumulata fino ad allora. Tuttavia il gioco ci darà una possibilità di riottenere la nostra esperienza, tornando dove eravamo morti. Se il giocatore muore una seconda volta senza recuperare l'esperienza essa sarà perduta. Vi è anche una componente online che si fonde con il gameplay single player. Infatti il giocatore può vedere gli altri giocatori in alcuni momenti come se fossero fantasmi, in particolare potrà vedere come altri giocatori sono morti, in modo da evitare la stessa fine. È anche possibile lasciare messaggi scritti per terra, visionabili da altri giocatori. Vi è anche una forte componente versus e co-op che trova giustificazione nella trama, infatti è possibile invadere il mondo di altri giocatori ed essere invasi.

## Altri media
Il 19 gennaio 2016 Titan Comics ha annunciato un fumetto basato sulla serie. La prima edizione risale al 6 aprile 2016, esattamente 6 giorni prima del rilascio internazionale di Dark souls 3. Nell'aprile 2016, è stata proposta una campagna Kickstarter per la produzione del gioco da tavolo ufficiale della serie Souls, intitolato Dark Souls – The Board Game. I fondi furono raggiunti dopo 3 minuti e il gioco venne prodotto da Steamforged Games e rilasciato nell'aprile 2017. Nel febbraio 2017, le musiche della serie, composte da Motoi Sakuraba, sono state suonate alla sala concerti Salle Pleyel Parigi.

## Critica
La serie Souls ha riscosso molti apprezzamenti da parte della critica. Demon's Souls ha vinto diversi premi, tra cui quello di "Best New IP" da parte di GameTrailers, e di Game of the Year da parte di GameSpot.
Dark Souls non venne concepito per un mercato cross-platform, ma dopo una petizione dei fan, il community manager di Bandai Namco, Tony Shoupinou li ascoltò e un porting per pc venne rilasciato nel 2012. Dark Souls è anche considerato da alcuni critici uno dei migliori giochi di sempre, Esso è stata usata come ispirazione per lo sviluppo di altri titoli, tra cui Alienation, Lords of the Fallen, Salt and Sanctuary, Shovel Knight, Titan Souls, ed Enter the Gungeon. La serie ha anche ispirato un'app per sistemi android e ios che permette di posizionare messaggi in giro per il mondo reale, proprio come avviene nel gioco. Anche Dark Souls II ricevette voti positivi, nonostante l'assenza di Miyazaki nella direzione del gioco. Dark Souls III è stato uno dei giochi più attesi del 2016, e anch'esso ottenne voti positivi dopo il rilascio.

## Vendite
Demon's Souls ha venduto 1.7 milioni di copie, mentre la serie di Dark Souls ha venduto più di 27 milioni di copie. Dark Souls III superò ogni record al momento dell'uscita, segnando il giorno di lancio di maggior successo per Namco Bandai. Dark Souls III è diventato il gioco Bandai venduto più velocemente, vendendo più di 3 milioni di copie in tutto il mondo nelle settimane dopo il rilascio.

## Videogiochi correlati
- King's Field, II, III, IV
- Bloodborne

- Sekiro: Shadows Die Twice
- Elden Ring

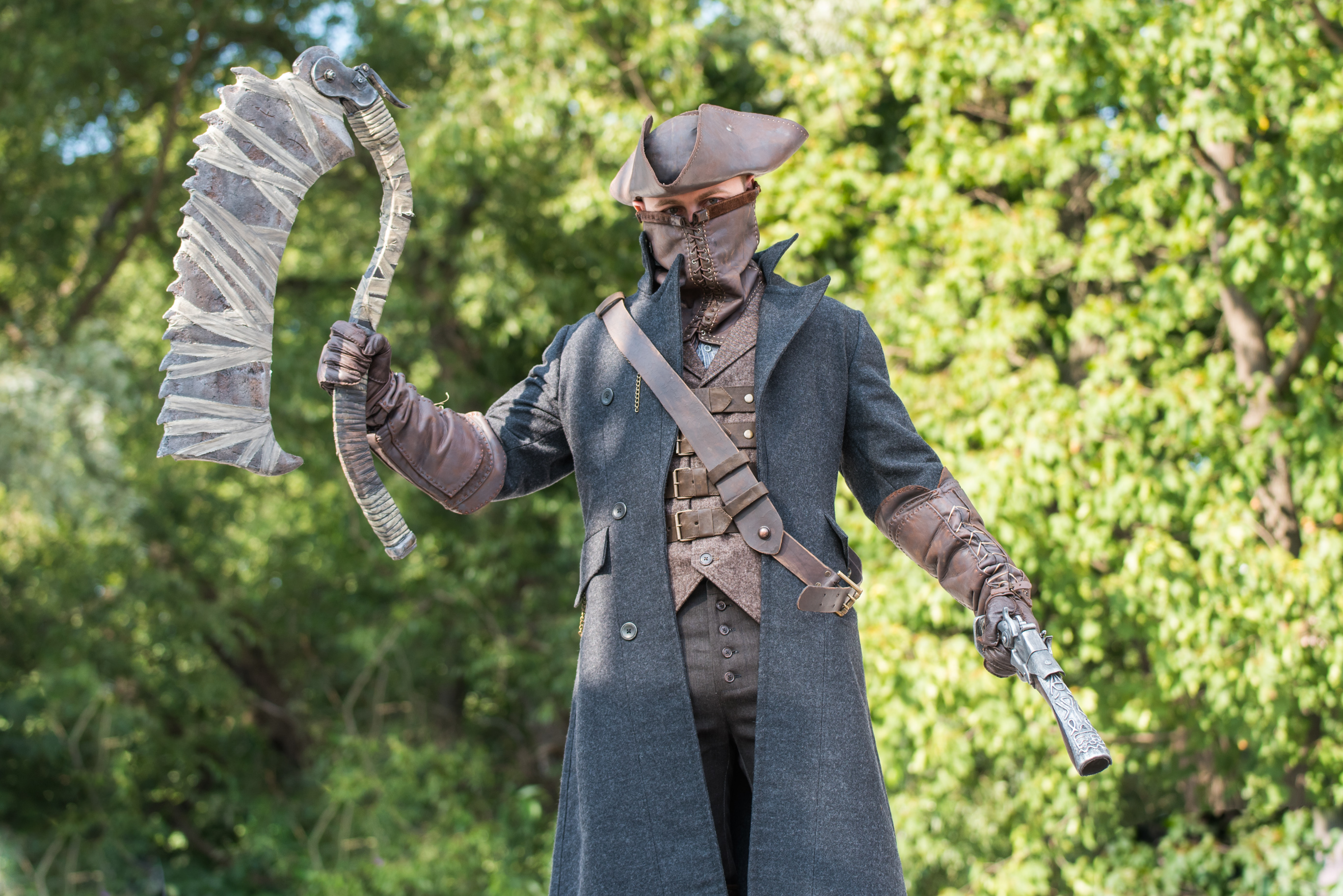
Cosplay del cacciatore di Bloodborne

La serie di King's Field debuttò a metà anni 90 per PlayStation con King's Field e i suoi 2 sequel (II, III). Dopo la trilogia iniziale venne rilasciato un quarto capitolo per PlayStation 2, successivamente son stati pubblicati numerosi spin-off. King's Field è considerato il predecessore spirituale della serie dei Souls.
Altri giochi From Software diretti da Miyazaki, come Bloodborne, Sekiro: Shadows Die Twice ed Elden Ring, condividono molti degli stessi concetti dei Souls e sono spesso associati alla serie nonostante siano opere autonome. Fan e giornalisti spesso raggruppano i giochi sotto il soprannome "Soulsborne".
Il 28 febbraio 2016 Bandai Namco Entertainment, in collaborazione con GameStop, ha rilasciato Slashy Souls, un free-to-play mobile basato sulla serie. Si tratta di un gioco pixel art che condivide il grado di difficoltà con la serie. Il gioco fu accolto da aspre critiche, in particolare da recensori come Chris Carter di Destructoid e Jim Sterling i quali lo valutarono 1/10.

## Soulslike
Negli ultimi anni è nato il termine soulslike (o souls-like) ad indicare giochi estranei alla saga dei Souls ma pesantemente influenzati da quest'ultima e presentando similitudini al livello di gameplay, fino ad essere considerato un vero e proprio sottogenere; questi includono videogiochi di qualsiasi sviluppatore. Sono invece alle volte indicati specificamente come soulsborne, una parola macedonia tra Souls e Bloodborne, nel caso dei giochi sviluppati direttamente da FromSoftware. Questa tipologia include titoli come Lords of the Fallen, Salt and Sanctuary, Nioh, The Surge, Code Vein, Wo Long: Fallen Dynasty e Lies of P.